# ATP Finals 2021
Le ATP Finals 2021 (ufficialmente Nitto ATP Finals 2021 per motivi di sponsorizzazione) sono state un torneo di tennis disputato a Torino, in Italia, dal 14 al 21 novembre 2021 sul campo di cemento indoor del PalaAlpitour. È stato l'evento conclusivo dell'ATP Tour 2021, a cui hanno partecipato i primi otto giocatori della classifica ATP di singolare e le prime otto coppie della classifica di doppio. È stata la 52ª edizione del torneo di singolare e la 47ª del doppio.

## Qualificazioni

### Regolamento

#### Singolare
Gli otto giocatori che hanno accumulato il maggior numero di punti validi nei tornei del Grande Slam, dell'ATP Tour 2021 e nella ATP Cup 2021 ottengono la qualificazione per il torneo. I punti validi comprendono tutti quelli ottenuti nel 2021, più quelli derivati dalla finale di Coppa Davis 2020 e da tutti i tornei Challenger disputati dopo le ATP Finals 2020.
Per qualificarsi un giocatore che ha terminato la stagione 2020 fra i primi trenta deve partecipare ai quattro tornei Slam e a otto tornei ATP Tour Masters 1000 nel corso del 2021. Inoltre vengono conteggiati per la classifica i suoi quattro migliori risultati nei tornei ATP Tour 500 e i migliori due nei tornei ATP Tour 250. Ai giocatori che non parteciperanno a uno di questi eventi vengono conteggiati zero punti per il torneo. Il Monte Carlo Masters è diventato facoltativo dal 2009 e se un giocatore decide di parteciparvi il risultato sarà conteggiato come uno dei quattro tornei 500. La Coppa Davis viene anch'essa conteggiata come un torneo 500, se il giocatore non avrà disputato un numero sufficiente di tornei di questa fascia, e se non avrà ottenuto risultati migliori nei 250 o nei Challenger. Se il giocatore (per esempio per infortunio) non può partecipare ai tornei prestabiliti nei diciotto tornei validi per la classifica vengono conteggiati i risultati migliori nei tornei 250 o Challenger. Un giocatore che è impossibilitato a partecipare ai tornei a causa di un infortunio non riceve alcuna penalità.

#### Doppio
Otto squadre competono al torneo ricevendo i posti secondo lo stesso ordine di precedenza del singolare.
I punti vengono accumulati nelle stesse competizioni del torneo di singolare. Tuttavia, per le squadre di doppio non ci sono tornei di impegno, quindi le squadre sono classificate in base ai loro 19 risultati con punteggio più alto in qualsiasi torneo dell'ATP Tour 2021.

### Singolare
| #       | Giocatore          | Punti | Tornei | Data di qualificazione |
| ------- | ------------------ | ----- | ------ | ---------------------- |
| 1       | Novak Đoković      | 9,370 | 10     | 11 luglio              |
| 2       | Daniil Medvedev    | 7,070 | 16     | 13 settembre           |
| 3       | Alexander Zverev   | 5,955 | 17     | 11 ottobre             |
| 4       | Stefanos Tsitsipas | 5,695 | 20     | 13 settembre           |
| 5       | Andrej Rublëv      | 4,210 | 21     | 23 ottobre             |
| 6       | Matteo Berrettini  | 4,090 | 14     | 25 ottobre             |
| 7       | Hubert Hurkacz     | 3,315 | 22     | 5 novembre             |
| 8       | Casper Ruud        | 3,275 | 21     | 4 novembre             |
| Riserve |                    |       |        |                        |
| 9       | Jannik Sinner      | 3,015 | 25     | -                      |
| 10      | Cameron Norrie     | 2,945 | 24     | -                      |

### Doppio
| #       | Giocatori                           | Punti | Tornei | Data di qualificazione |
| ------- | ----------------------------------- | ----- | ------ | ---------------------- |
| 1       | Nikola Mektić Mate Pavić            | 8,875 | 19     | 6 luglio               |
| 2       | Rajeev Ram Joe Salisbury            | 7,185 | 18     | 3 settembre            |
| 3       | Pierre-Hugues Herbert Nicolas Mahut | 4,690 | 12     | 13 settembre           |
| 4       | Marcel Granollers Horacio Zeballos  | 4,535 | 13     | 30 settembre           |
| 5       | Juan Sebastián Cabal Robert Farah   | 4,260 | 20     | 26 ottobre             |
| 6       | Ivan Dodig Filip Polášek            | 3,230 | 12     | 20 ottobre             |
| 7       | Jamie Murray Bruno Soares           | 3,230 | 15     | 4 novembre             |
| 8       | Kevin Krawietz Horia Tecău          | 3,110 | 14     | 4 novembre             |
| Riserve |                                     |       |        |                        |
| 9       | Simone Bolelli Máximo González      | 2,385 | 19     | -                      |
| 10      | Tim Pütz Michael Venus              | 2,220 | 9      | -                      |

## Testa a testa

### Singolare

#### Testa a testa generale
|   |                    | Đoković | Medvedev | Zverev | Tsitsipas | Rublëv | Berrettini | Hurkacz | Ruud | Totale | V–S 2021 |
| 1 | Novak Đoković      |         | 6–4      | 7–3    | 6–2       | 0–0    | 4–0        | 3–0     | 1–0  | 27–9   | 48–6     |
| 2 | Daniil Medvedev    | 4–6     |          | 5–5    | 6–2       | 4–1    | 2–0        | 1–1     | 2–0  | 24–15  | 54–12    |
| 3 | Alexander Zverev   | 3–7     | 5–5      |        | 3–6       | 5–0    | 3–1        | 1–0     | 2–0  | 22–19  | 55–14    |
| 4 | Stefanos Tsitsipas | 2–6     | 2–6      | 6–3    |           | 4–3    | 2–0        | 6–2     | 1–1  | 23–21  | 55–18    |
| 5 | Andrej Rublëv      | 0–0     | 1–4      | 0–5    | 3–4       |        | 2–3        | 0–2     | 4–0  | 10–18  | 48–20    |
| 6 | Matteo Berrettini  | 0–4     | 0–2      | 1–3    | 0–2       | 3–2    |            | 2–1     | 2–2  | 8–16   | 41–11    |
| 7 | Hubert Hurkacz     | 0–3     | 1–1      | 0–1    | 2–6       | 2–0    | 1–2        |         | 0–0  | 6–12   | 36–20    |
| 8 | Casper Ruud        | 0–1     | 0–2      | 0–2    | 1–1       | 0–4    | 2–2        | 0–0     |      | 3–12   | 53–15    |

### Doppio

#### Testa a testa generale
|   |                                     | Mektić Pavić | Ram Salisbury | Herbert Mahut | Granollers Zeballos | Cabal Farah | Dodig Polášek | Murray Soares | Krawietz Tecău | Totale | V-S 2021 |
| 1 | Nikola Mektić Mate Pavić            |              | 4–1           | 2–0           | 2–1                 | 0–1         | 2–1           | 0–0           | 2–0            | 12–4   | 59–11    |
| 2 | Rajeev Ram Joe Salisbury            | 1–4          |               | 0–1           | 4–2                 | 3–1         | 1–2           | 2–0           | 0–1            | 11–11  | 40–16    |
| 3 | Pierre-Hugues Herbert Nicolas Mahut | 0–2          | 1–0           |               | 0–2                 | 5–2         | 0–0           | 2–2           | 0–0            | 8–8    | 30–11    |
| 4 | Marcel Granollers Horacio Zeballos  | 1–2          | 2–4           | 2–0           |                     | 0–1         | 1–0           | 0–2           | 0–1            | 6–10   | 24–11    |
| 5 | Juan Sebastián Cabal Robert Farah   | 1–0          | 1–3           | 2–5           | 1–0                 |             | 1–0           | 3–7           | 1–0            | 10–15  | 36–18    |
| 6 | Ivan Dodig Filip Polášek            | 1–2          | 2–1           | 0–0           | 0–1                 | 0–1         |               | 0–0           | 1–0            | 4–5    | 20–11    |
| 7 | Jamie Murray Bruno Soares           | 0–0          | 0–2           | 2–2           | 2–0                 | 7–3         | 0–0           |               | 0–1            | 11–8   | 25–13    |
| 8 | Kevin Krawietz Horia Tecău          | 0–2          | 1–0           | 0–0           | 1–0                 | 0–1         | 0–1           | 1–0           |                | 3–4    | 28–13    |

## Montepremi e punti
Le ATP Finals 2021 premiano in denaro e attribuiscono in punti, per vittoria, nel seguente modo:
| Torneo                                                     | Singolare                                                        | Doppio                                                        | Punti    |
| ---------------------------------------------------------- | ---------------------------------------------------------------- | ------------------------------------------------------------- | -------- |
| Campione                                                   | $1,094,000                                                       | $164,000                                                      | RR + 900 |
| Finalista                                                  | $530,000                                                         | $84,000                                                       | RR + 400 |
| Round-robin per vittoria                                   | $173,000                                                         | $33,000                                                       | 200      |
| Partecipazione                                             | 3 incontri = $173,000 2 incontri = $129,750 1 incontro = $86,500 | 3 incontri = $82,000 2 incontri = $61,000 1 incontro= $32,000 | –        |
| Alternative                                                | $93,000                                                          | $33,000                                                       | –        |
| RR sono i punti o i premi in denaro vinti nel Round Robin. |                                                                  |                                                               |          |

- Il vincitore del singolare, qualora non abbia subito sconfitte nel corso del torneo, consegue 1 500 punti e un premio in denaro pari a $2,316,000.
- I vincitori del doppio, qualora non abbiano subito sconfitte nel corso del torneo, conseguono 1 500 punti e un premio in denaro pari a $429,000. Il premio in denaro per il doppio si intende per team.

## Calendario

### Giorno 1: 14 novembre
| Incontri al PalaAlpitour | Incontri al PalaAlpitour                 | Incontri al PalaAlpitour         | Incontri al PalaAlpitour |
| Gruppo | Vincitori                                | Perdenti                         | Punteggio                |
| --- | ---------------------------------------- | -------------------------------- | ------------------------ |
| Gruppo Verde | Nikola Mektić / Mate Pavić [1]           | Kevin Krawietz / Horia Tecău [8] | 6–4, 6–4                 |
| Gruppo Rosso | Daniil Medvedev [2]                      | Hubert Hurkacz [7]               | 6(5)–7, 6–3, 6–4         |
| Gruppo Verde | Marcel Granollers / Horacio Zeballos [4] | Filip Polášek / Ivan Dodig [6]   | 4–6, 7–6(12–10), [10–6]  |
| Gruppo Rosso | Alexander Zverev [3]                     | Matteo Berrettini [6]            | 7–6(9–7), 1–0, rit.      |
| Il 1º match è iniziato alle 11:30 GMT il 2º non prima delle 14:00 GMT il 3º non prima delle 18:30 GMT il 4º non prima delle 21:00 GMT |                                          |                                  |                          |

### Giorno 2: 15 novembre
| Incontri al PalaAlpitour | Incontri al PalaAlpitour                  | Incontri al PalaAlpitour                | Incontri al PalaAlpitour |
| Gruppo | Vincitori                                 | Perdenti                                | Punteggio                |
| --- | ----------------------------------------- | --------------------------------------- | ------------------------ |
| Gruppo Rosso | Pierre-Hugues Herbert / Nicolas Mahut [3] | Juan Sebastián Cabal / Robert Farah [5] | 7–6(1), 6–4              |
| Gruppo Verde | Novak Djokovic                            | Casper Ruud                             |                          |
| Gruppo Rosso | Rajeev Ram / Joe Salisbury [2]            | Jamie Murray / Bruno Soares [7]         | 6–1, 7–6(5)              |
| Gruppo Verde | Andrej Rublev                             | Stefanos Tsitsipas                      |                          |
| Il 1º match è iniziato alle 11:30 GMT il 2º non prima delle 14:00 GMT il 3º non prima delle 18:30 GMT il 4º non prima delle 21:00 GMT |                                           |                                         |                          |

### Giorno 3: 16 novembre
| Incontri al PalaAlpitour | Incontri al PalaAlpitour                 | Incontri al PalaAlpitour         | Incontri al PalaAlpitour |
| Gruppo | Vincitori                                | Perdenti                         | Punteggio                |
| --- | ---------------------------------------- | -------------------------------- | ------------------------ |
| Gruppo Verde | Marcel Granollers / Horacio Zeballos [4] | Nikola Mektić / Mate Pavić [1]   | 6–4, 7–6(4)              |
| Gruppo Rosso | Daniil Medvedev [2]                      | Alexander Zverev [3]             | 6–3, 6(3)–7, 7–6(6)      |
| Gruppo Verde | Filip Polášek / Ivan Dodig [6]           | Kevin Krawietz / Horia Tecău [8] | 7–6(2), 7–5              |
| Gruppo Rosso | Jannik Sinner [9]                        | Hubert Hurkacz [7]               | 6–2, 6–2                 |
| Il 1º match è iniziato alle 11:30 GMT il 2º non prima delle 14:00 GMT il 3º non prima delle 18:30 GMT il 4º non prima delle 21:00 GMT |                                          |                                  |                          |

### Giorno 4: 17 novembre
| Incontri al PalaAlpitour | Incontri al PalaAlpitour                | Incontri al PalaAlpitour                  | Incontri al PalaAlpitour |
| Gruppo | Vincitori                               | Perdenti                                  | Punteggio                |
| --- | --------------------------------------- | ----------------------------------------- | ------------------------ |
| Gruppo Rosso | Rajeev Ram / Joe Salisbury [2]          | Pierre-Hugues Herbert / Nicolas Mahut [3] | 6(7)–7, 6–0, [13–11]     |
| Gruppo Verde | Casper Ruud [8]                         | Cameron Norrie [10]                       | 1–6, 6–3, 6–4            |
| Gruppo Rosso | Juan Sebastián Cabal / Robert Farah [5] | Jamie Murray / Bruno Soares [7]           | 6–2, 6–4                 |
| Gruppo Verde | Novak Đoković [1]                       | Andrej Rublëv [5]                         | 6–3, 6–2                 |
| Il 1º match è iniziato alle 11:30 GMT il 2º non prima delle 14:00 GMT il 3º non prima delle 18:30 GMT il 4º non prima delle 21:00 GMT |                                         |                                           |                          |

### Giorno 5: 18 novembre
| Incontri al PalaAlpitour | Incontri al PalaAlpitour         | Incontri al PalaAlpitour                 | Incontri al PalaAlpitour |
| Gruppo | Vincitori                        | Perdenti                                 | Punteggio                |
| --- | -------------------------------- | ---------------------------------------- | ------------------------ |
| Gruppo Verde | Kevin Krawietz / Horia Tecău [8] | Marcel Granollers / Horacio Zeballos [4] | 6–3, 6(1)–7, [10–6]      |
| Gruppo Rosso | Alexander Zverev [3]             | Hubert Hurkacz [7]                       | 6–2, 6–4                 |
| Gruppo Verde | Nikola Mektić / Mate Pavić [1]   | Ivan Dodig / Filip Polášek [6]           | 6–4, 7–6(6)              |
| Gruppo Rosso | Daniil Medvedev [2]              | Jannik Sinner [9]                        | 6–0, 6(5)–7, 7–6(8)      |
| Il 1º match è iniziato alle 11:30 GMT il 2º non prima delle 14:00 GMT il 3º non prima delle 18:30 GMT il 4º non prima delle 21:00 GMT |                                  |                                          |                          |

### Giorno 6: 19 novembre
| Incontri al PalaAlpitour | Incontri al PalaAlpitour                  | Incontri al PalaAlpitour                | Incontri al PalaAlpitour |
| Gruppo | Vincitori                                 | Perdenti                                | Punteggio                |
| --- | ----------------------------------------- | --------------------------------------- | ------------------------ |
| Gruppo Rosso | Rajeev Ram / Joe Salisbury [2]            | Juan Sebastián Cabal / Robert Farah [5] | 7–5, 2–6, [11–9]         |
| Gruppo Verde | Casper Ruud [8]                           | Andrej Rublëv [5]                       | 2–6, 7–5, 7–6(5)         |
| Gruppo Rosso | Pierre-Hugues Herbert / Nicolas Mahut [3] | Jamie Murray / Bruno Soares [7]         | 6–3, 7–6(5)              |
| Gruppo Verde | Novak Đoković [1]                         | Cameron Norrie [10]                     | 6–2, 6–1                 |
| Il 1º match è iniziato alle 11:30 GMT il 2º non prima delle 14:00 GMT il 3º non prima delle 18:30 GMT il 4º non prima delle 21:00 GMT |                                           |                                         |                          |

### Giorno 7: 20 novembre
| Incontri al PalaAlpitour | Incontri al PalaAlpitour                  | Incontri al PalaAlpitour                 | Incontri al PalaAlpitour |
| Gruppo | Vincitori                                 | Perdenti                                 | Punteggio                |
| --- | ----------------------------------------- | ---------------------------------------- | ------------------------ |
| Semifinale doppio | Rajeev Ram / Joe Salisbury [2]            | Nikola Mektić / Mate Pavić [1]           | 4–6, 7–6(3), [10–4]      |
| Semifinale singolare | Daniil Medvedev [2]                       | Casper Ruud [8]                          | 6–4, 6–2                 |
| Semifinale doppio | Pierre-Hugues Herbert / Nicolas Mahut [3] | Marcel Granollers / Horacio Zeballos [4] | 6–3, 6–4                 |
| Semifinale singolare | Alexander Zverev [3]                      | Novak Đoković [1]                        | 7–6(4), 4–6, 6–3         |
| Il 1º match è iniziato alle 11:30 GMT il 2º non prima delle 14:00 GMT il 3º non prima delle 18:30 GMT il 4º non prima delle 21:00 GMT |                                           |                                          |                          |

### Giorno 8: 21 novembre
| Incontri al PalaAlpitour                                              | Incontri al PalaAlpitour                  | Incontri al PalaAlpitour       | Incontri al PalaAlpitour |
| Gruppo                                                                | Vincitori                                 | Perdenti                       | Punteggio                |
| --------------------------------------------------------------------- | ----------------------------------------- | ------------------------------ | ------------------------ |
| Finale doppio                                                         | Pierre-Hugues Herbert / Nicolas Mahut [3] | Rajeev Ram / Joe Salisbury [2] | 6–4, 7–6(0)              |
| Finale singolare                                                      | Alexander Zverev [3]                      | Daniil Medvedev [2]            | 6–4, 6–4                 |
| Il 1º match è iniziato alle 14:30 GMT il 2º non prima delle 17:00 GMT |                                           |                                |                          |

## Campioni

### Singolare
Alexander Zverev ha sconfitto in finale  Daniil Medvedev con il punteggio di 6–4, 6–4.
- È il diciannovesimo titolo in carriera per Zverev, il secondo alle finals.

### Doppio
Pierre-Hugues Herbert /  Nicolas Mahut hanno sconfitto in finale  Rajeev Ram /  Joe Salisbury con il punteggio di 6–4, 7–6(0).